# Янікув (Пшисуський повіт)
Янікув (пол. Janików) — село в Польщі, у гміні Пшисуха Пшисуського повіту Мазовецького воєводства.
Населення — 656 осіб (2011).
У 1975-1998 роках село належало до Радомського воєводства.

## Демографія
Демографічна структура станом на 31 березня 2011 року:
|          | Загалом | Допрацездатний вік | Працездатний вік | Постпрацездатний вік |
| -------- | ------- | ------------------ | ---------------- | -------------------- |
| Чоловіки | 322     | 54                 | 225              | 43                   |
| Жінки    | 334     | 58                 | 185              | 91                   |
| Разом    | 656     | 112                | 410              | 134                  |